# Tennō-Kogo-Stein

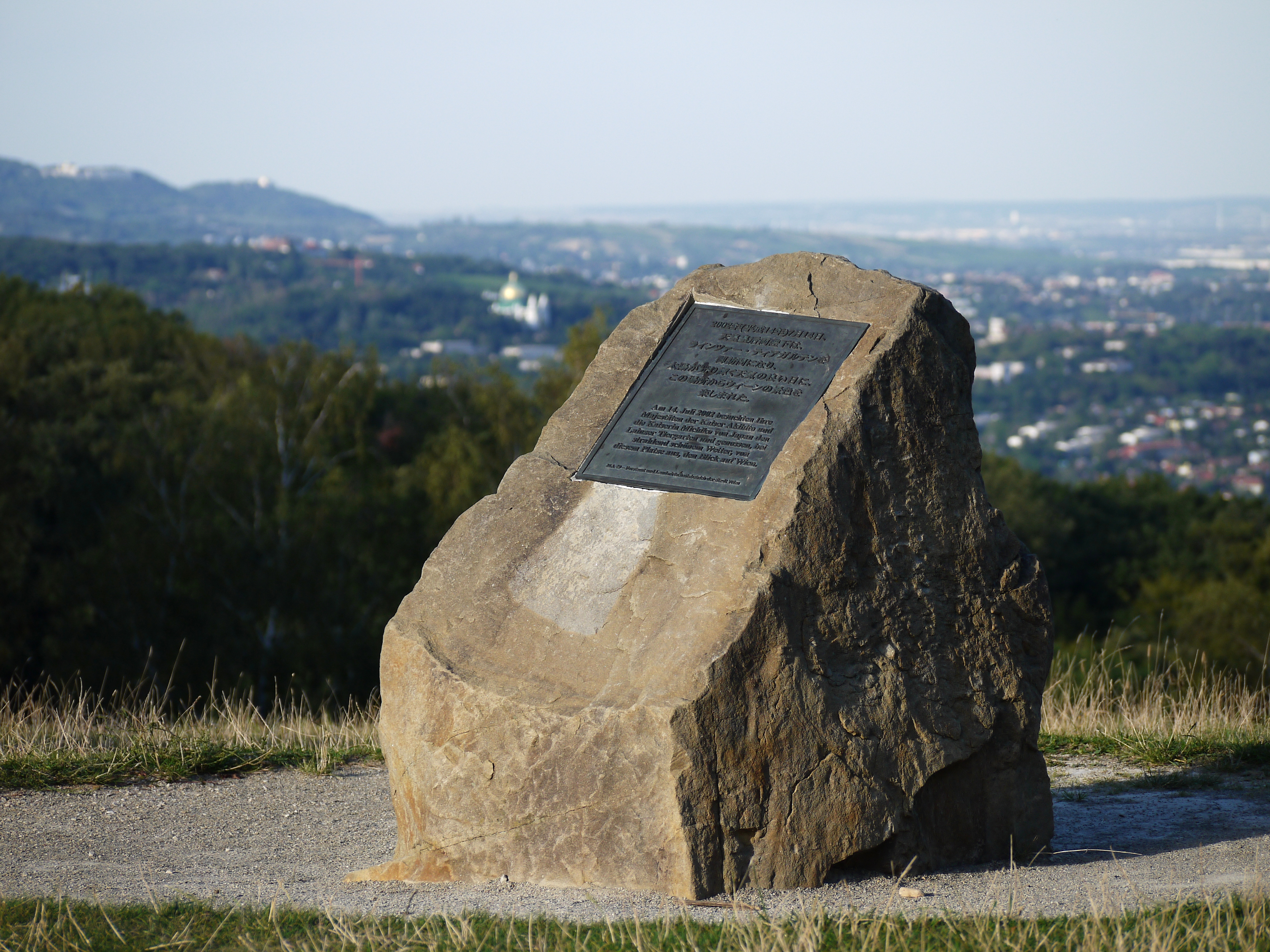
Tenno-Kogo-Stein

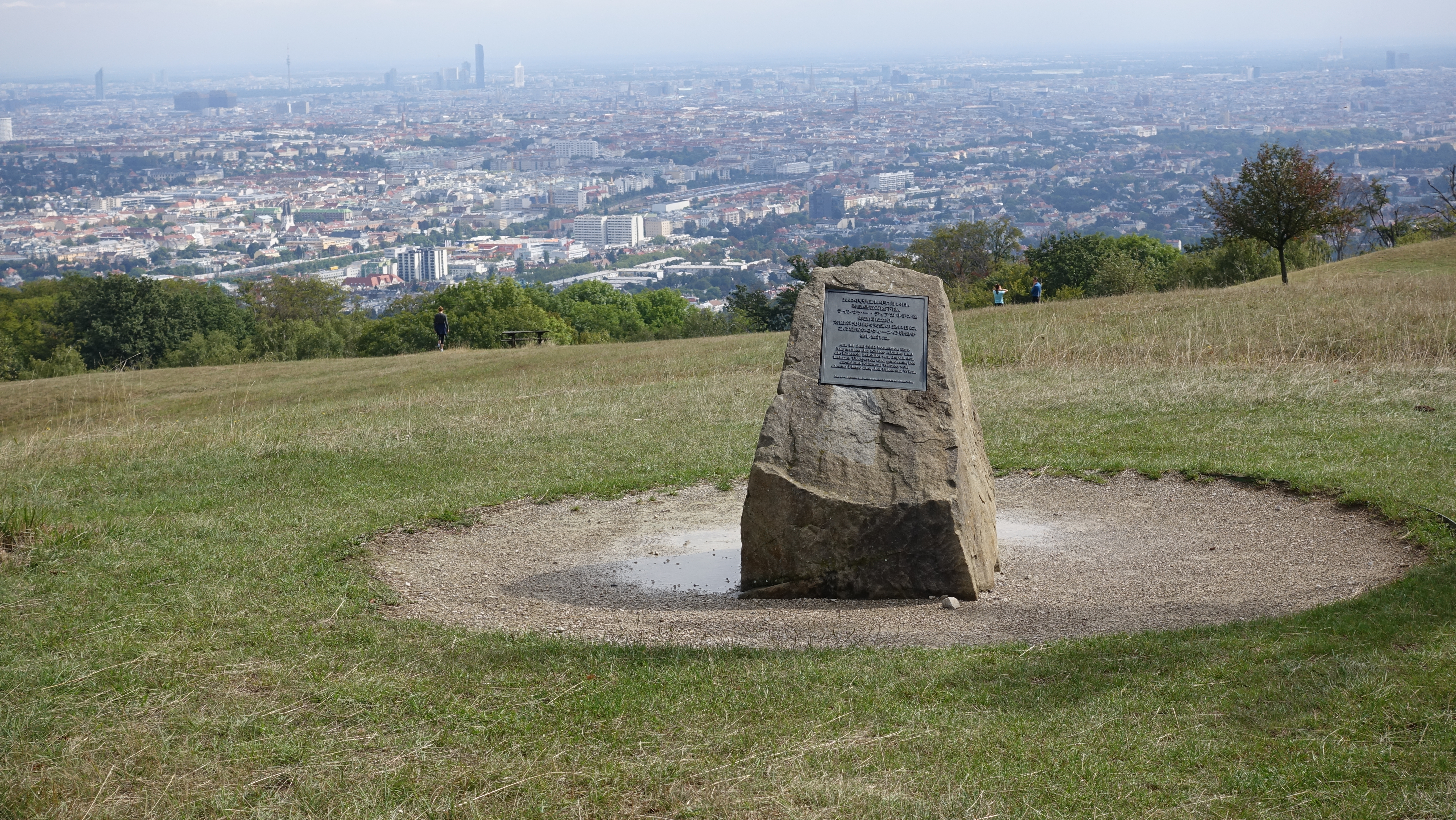
Wien – Sept. 2019 – Tenno-Kogo-Stein im Lainzer Tiergarten

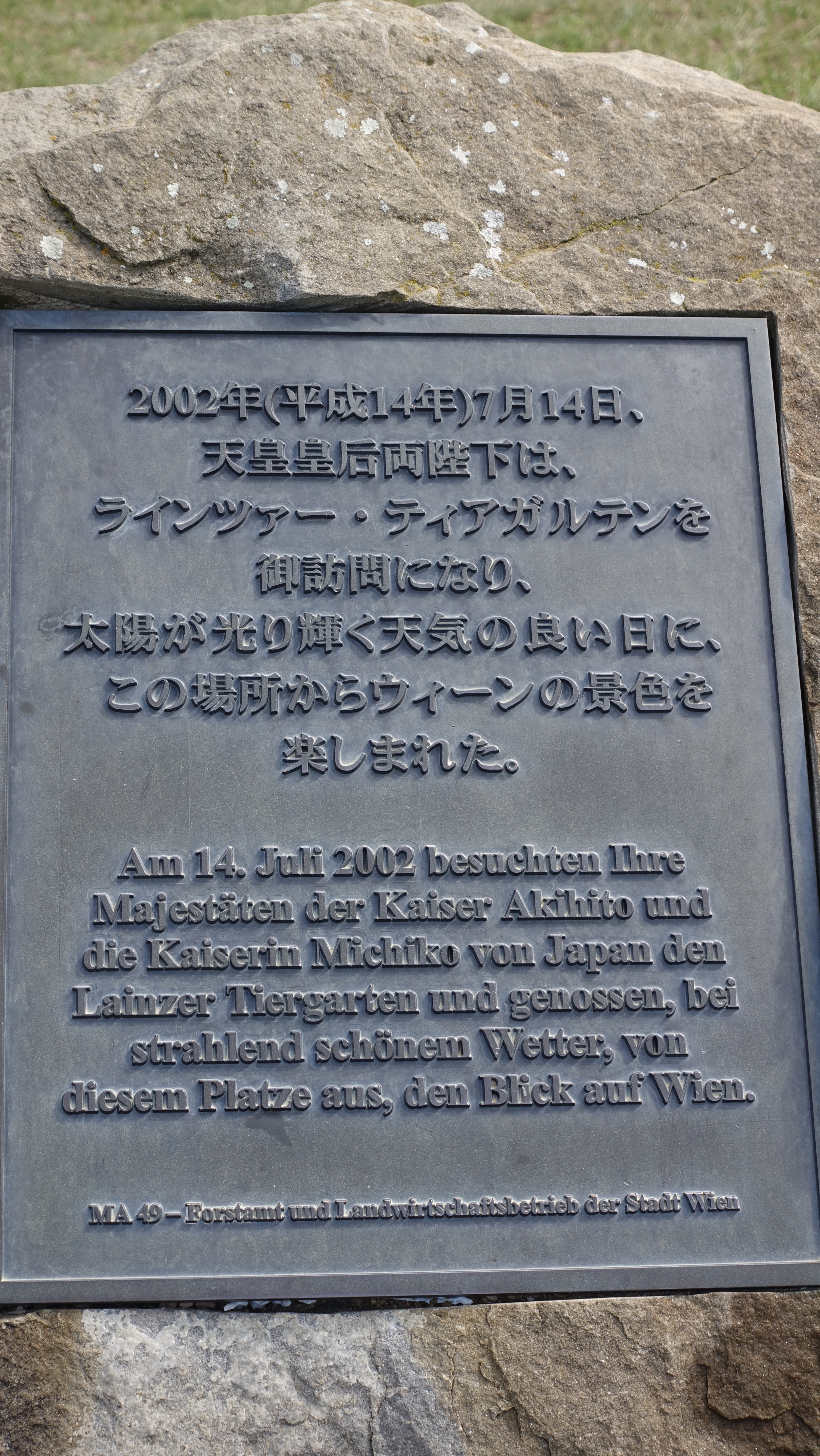
Wien – Sept. 2019 – Tenno-Kogo-Stein-Inschrift

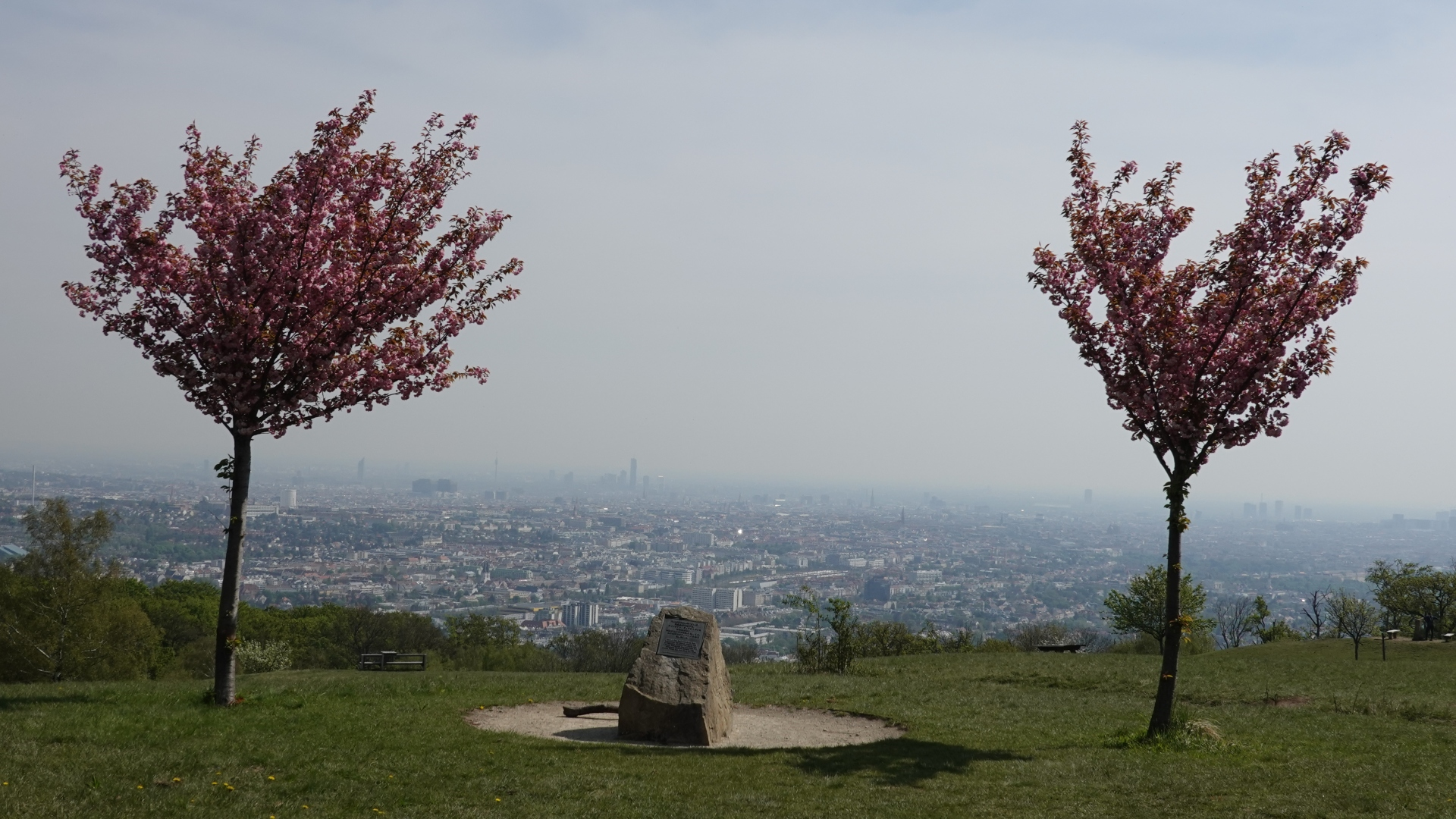
Tenno-Kogo-Stein mit Japanischen Kirschen

Der Tennō-Kogo-Stein ist ein Denkmal auf der Baderwiese im Lainzer Tiergarten. Er besteht aus Wienerwald-Sandstein und soll an den Besuch  des japanischen Kaisers Akihito und der Kaiserin Michiko vom 14. Juli 2002 in Wien erinnern.
Zu beiden Seiten des Denkmals wurde je eine japanische Lärche gepflanzt, die später durch zwei Japanische Kirschen ersetzt wurden.

## Hintergrund
Anlässlich eines Staatsbesuches des japanischen Kaisers Akihito und Kaiserin Michiko vom 13. bis 16. Juli 2002 in Wien besuchte das Kaiserpaar am 14. Juli 2002 auf besonderen Wunsch den Lainzer Tiergarten, um dort zu spazieren. Das Denkmal wurde am 8. September 2003 vom damaligen japanischen Botschafter Hiroshi Hashimoto, Bürgermeister Michael Häupl und Bezirksvorsteher Heinrich Gerstbach enthüllt.

## Inschrift
Der Gedenkstein trägt folgende Inschrift in japanischer und deutscher Sprache:
Am 14. Juli 2002 besuchten Ihre Majestäten der Kaiser Akihito und die Kaiserin Michiko von Japan den Lainzer Tiergarten und genossen, bei strahlend schönem Wetter, von diesem Platze aus, den Blick auf Wien.